# Universität Orléans
Die Universität Orléans (französisch: Université d'Orléans) ist eine der ältesten und renommiertesten Universitäten in Frankreich.

## Geschichte

### Die mittelalterliche Universität

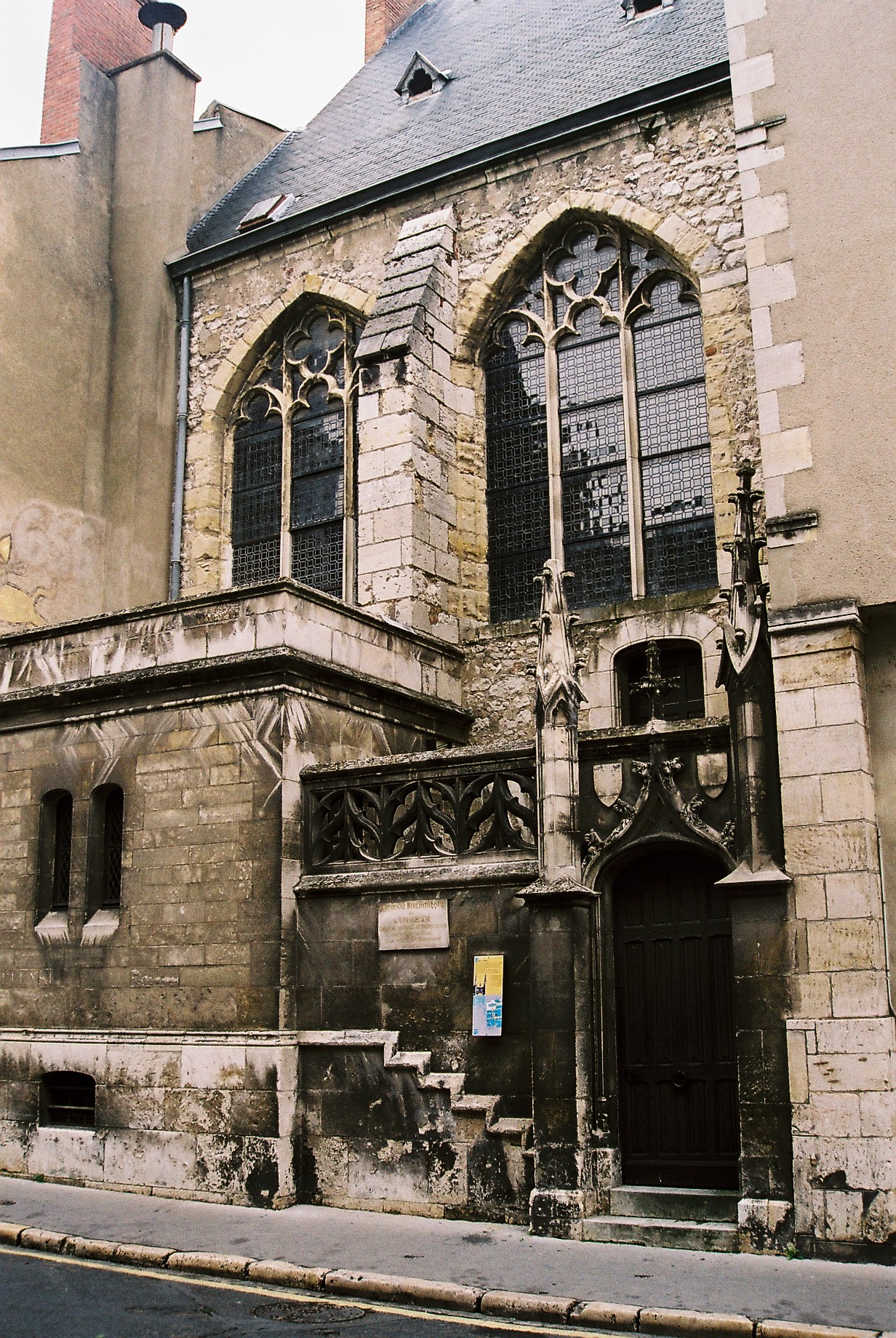
Salle des Thèses der alten Universität Orléans, wo die Studenten ihre Examina ablegten.

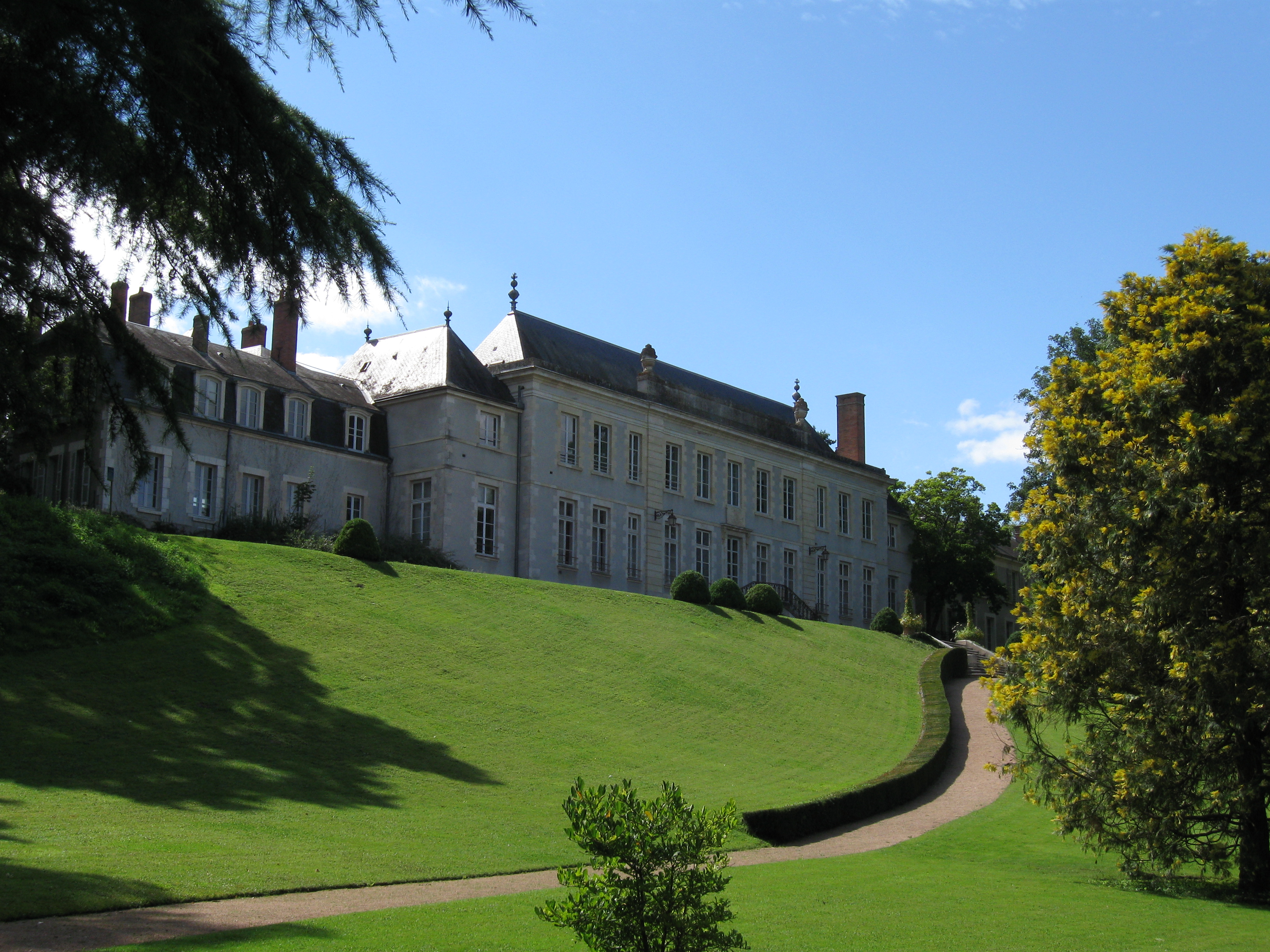
Château de la Source

Zusammen mit den Universitäten von Paris, Toulouse, Avignon und Montpellier zählt die Universität Orléans zu den ältesten Universitäten in Frankreich und Europa, ihre Gründung geht auf das Jahr 1230 zurück. Bereits 1235 wurde der Stadt Orléans durch Papst Gregor IX. das Recht verliehen Römisches Recht zu lehren; 1306 erfolgte die Gründung der Universität Orléans per päpstlicher Bulle durch Papst Clemens V. In den Jahren nach der Gründung studierten Saint-Yves und Clemens V. in Orléans Rechtswissenschaften und trugen zum guten Ruf der Universität bei.
Sie profitierte vor allem davon, dass in Paris die Lehre des Römischen Rechts seit 1273 verboten war. Mehrere Professoren und viele Studenten kamen deswegen nach Orléans. Die Universitätsstadt wurde so zu einem Zentrum der Rechtswissenschaften, besonders des Zivilrechts. Das „Quartier latin“ von Orléans entstand in der historischen Altstadt südlich der Kathedrale. Die Professoren unterrichteten meist in ihren eigenen Wohnungen. Das aus dem 15. Jahrhundert stammende Gebäude Salle des Thèses mit Spitzbogengewölbe diente der Universität als Bibliothek und war gleichzeitig Prüfungssaal.
Jean Calvin war hier Student und lehrte auch für kurze Zeit in Orléans.
Der Niedergang der Universität verstärkte sich ab 1679, als Römisches Recht auch wieder in Paris gelehrt wurde.
Im Jahr 1793 wurde die Universität im Zuge der französischen Revolution geschlossen.

### Aktuelles Profil

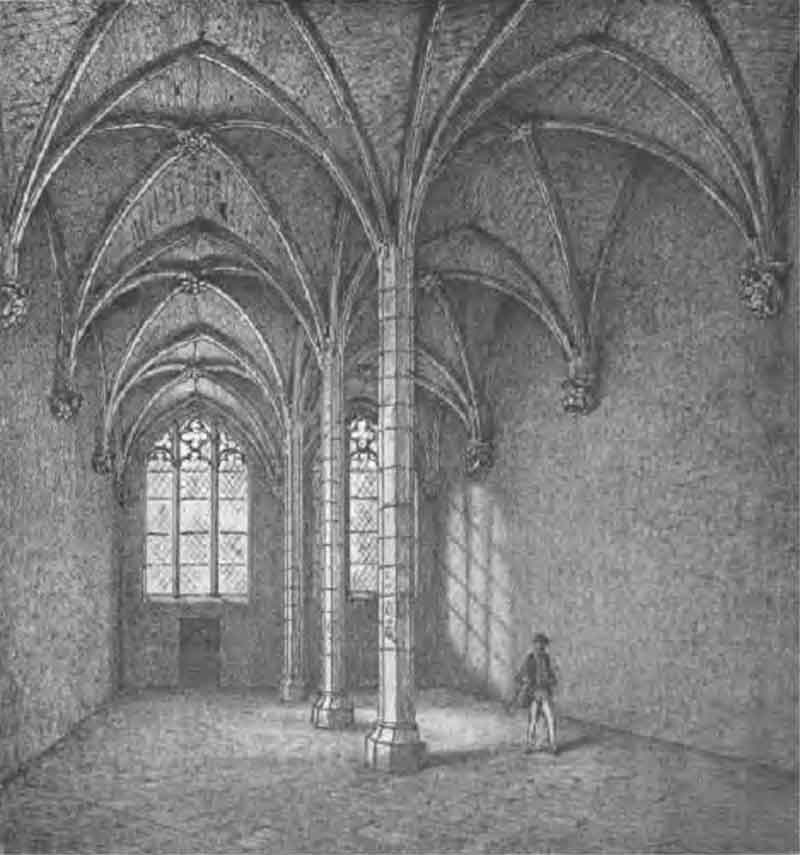
Große Aula der mittelalterlichen Universität

Im Jahr 1960 wurde auf dem Campus in der Satellitenstadt Quartier de la Source die Universität wiedereröffnet. Minister Pierre Sudreau bezeichnete die Universität Orléans bei der Wiederöffnung als das „französische Oxford“. Der Universität gelang es, ihre Reputation über die Jahrhunderte bis in die Gegenwart beizubehalten. Sie zählt daher auch heute, insbesondere im Bereich der Rechtswissenschaften, zu den wichtigsten Universitäten Frankreichs. Die Universitätsleitung hat das Schloss Château de la Source nahe der Quelle des Loiret bezogen. Die Universität gliedert sich heute in vier Fakultäten (französisch facultés). An den Studienorten Bourges, Chartres, Indre (Châteauroux/Issoudun) und Orléans befinden sich vier Institute (französisch Instituts Universitaires de Technologie) und eine polytechnische Schule (französisch École polytechnique). Präsident (=Rektor) der Universität Orléans ist Eric Blond.

## Persönlichkeiten
- Agrippa d'Aubigné
- Heinz Bittel
- Étienne de La Boétie
- Francis Bothwell
- Jean de La Bruyère
- Guillaume Budé
- Jean Calvin
- Pierre de Carcavi
- Clemens V.
- Lambert Daneau
- Pierre de Fermat
- Lydia Hartl
- Andrzej Hulanicki
- Ulrich Immenga
- Daniel Jousse
- St. Ivo of Kermartin
- Molière
- Charles Perrault
- Robert-Joseph Pothier
- Théophraste Renaudot
- Johannes Reuchlin
- Karsten Thorn
- Moshe Y. Vardi
- Karl Ferdinand Werner